# John Abbott
John Joseph Caldwell Abbott (12. března 1821, Saint-André-d'Argenteuil – 30. října 1893, Montréal) byl kanadský politik, třetí premiér Kanady (od 16. června 1891 do 24. listopadu 1892). Zastával úřad jako vůdce Konzervativní strany. V letech 1887–1889 byl primátorem Montréalu.

## Život
Vystudoval práva na McGillově univerzitě, a pak se stal jedním z nejznámějších montrealských právníků. Později se vrátil na McGillovu univerzitu učit a v letech 1855 až 1880 byl děkanem právnické fakulty.
Od mládí se angažoval v politice. V roce 1849 podepsal Montrealský manifest žádající, aby Sjednocenou kanadskou provincii anektovaly Spojené státy. Později toho litoval, nicméně zůstal prominentním obhájcem práv anglicky mluvících Quebečanů. V letech 1862 až 1863 působil jako generální prokurátor pro Dolní Kanadu (Québec). V roce 1860 se dostal do provincionálního Zákonodárného shromáždění, po vzniku Kanadské konfederace (jejž podpořil jen neochotně, protože se obával snížení politické moci anglicky mluvící menšiny v Québecu) byl od roku 1867 členem dolní komory prvního parlamentu. Abbott byl následně klíčovým organizátorem syndikátu, který dokončil výstavbu první kanadské transkontinentální železnice v roce 1885 - v letech 1880 až 1887 působil jako jeho právní zástupce a v letech 1885 až 1891 jako ředitel. Telegram uniklý z jeho kanceláře v syndikátu hrál klíčovou roli v tzv. tichomořském skandálu v roce 1873, který vedl k pádu první vlády Johna A. Macdonalda. Petice poté Abbotta zbavila poslaneckého mandátu. Později byl zástupcem vlády v Senátu (horní komoře).
Ministerským předsedou se stal v červnu 1891 po Macdonaldově smrti v úřadu. Byl prvním kanadským premiérem, který se narodil v Kanadě (Macdonald i Alexander Mackenzie se narodili ve Skotsku). Abbottovi bylo v té době 70 let. Byl prvním a jedním z pouhých dvou kanadských premiérů (druhým byl Mackenzie Bowell), který zastával tento úřad v době, kdy sloužil v Senátu, a nikoli v Dolní sněmovně. Brzy po Abbottově nástupu do úřadu v roce 1891 se Kanada ponořila do hospodářské recese. V roce 1892 se pokusil vyjednat novou smlouvu o reciprocitě se Spojenými státy, ale nepodařilo se mu dosáhnout dohody. Setrval ve funkci pouze do listopadu 1892, kdy rezignoval kvůli špatnému zdraví. Zemřel následující rok.
Byl oranžista a svobodný zednář. Roku 1892 byl uveden do šlechtického stavu. Proslul výrokem "Nenávidím politiku".